# Śmigiel (công xã)
Gmina Smigiel là một vùng  đô thị-nông thôn (công xã) ở Kościan, Voivodeship Greater Ba Lan, ở phía tây trung tâm Ba Lan. Khu vực hành chính của nó là Śmigiel, nằm cách khoảng 13 kilômét (8 mi) về phía tây nam Kościan và 52 km (32 mi)  về phía tây nam của thủ đô Poznań.
Gmina có diện tích 189,89 kilômét vuông (73,3 dặm vuông Anh), và tính đến năm 2006, tổng dân số của nó là 17.465 (trong đó dân số migiel lên tới 5.452, và dân số của vùng nông thôn của Gmina là 12.013).

## Làng
Ngoài trung tâm Smigiel, Gmina Smigiel gồm các làng và các khu định cư của Bielawy, Bronikowo, Brońsko, Bruszczewo, Brzeziny, Chełkowo, Czacz, Czaczyk, Glińsko, Gniewowo, Jeligowo, Jezierzyce, Karmin, Karpisz, Karśnice, Koszanowo, Księginki, Machcin, Morownica, Nadolnik, Nietążkowo, Nowa Wies, Nowe Szczepankowo, Nowy Białcz, Nowy Świat, Olszewo, Parsko, Podśmigiel, Poladowo, Prętkowice, Przysieka Polska, Robaczyn, Sierpowo, Sikorzyn, Skoraczewo, Smolno, Spławie, Stara Przysieka Druga, Stara Przysieka Pierwsza, Stare Bojanowo, Stare Szczepankowo, Stary Białcz, Wonieść, Wydorowo, Żegrówko, Żegrowo, Żydowo và Zygmuntowo.

## Gmina lân cận
Gmina Smigiel giáp với các Gmina của Kamieniec, Kościan, Krzywiń, Lipno, Osieczna, Przemęt, Wielichowo và Włoszakowice.